# Publio Valerio Flaco (legado)
Publio Valerio Flaco (en latín, Publius Valerius Flaccus) fue un político y militar romano del siglo III a. C.

## Carrera pública
En el año 215 a. C. estuvo como legado a las órdenes de Marco Claudio Marcelo en Nola, donde se distinguió en la batalla que enfrentó a los romanos con Aníbal. Más tarde, comandaba una flota cerca de la costa de Calabria cuando interceptó una embajada de Aníbal al rey Filipo V de Macedonia. Las cartas y documentos de los que se apoderó contenían los términos del tratado entre los dos enemigos de Roma. En consecuencia, el Senado aumentó su flota (compuesta hasta entonces por veinticinco barcos) y le ordenó vigilar también los movimientos del macedonio.
Cuando Aníbal marchó sobre Roma, propuso mantener parte de las tropas en Capua para continuar con el asedio.